# アフマッド・カティブ・ミナンカバウィー
アフマッド・カティブ・ミナンカバウィー（Shaikh Ahmad Khatib al-Minangkabawi; 1860年ごろ生 – 1916年歿）は、オランダ植民地統治時代のインドネシア、ミナンカバウ出身のウラマー。

## 生涯
アフマッド・カティブ・ミナンカバウィーは、ヒジュラ暦1276年ズルヒッジャ月6日（1860年）に現在の西スマトラ州にあたる Koto Tuo, Ampek Angkek, Agam Regency, に生まれ、1334年第1ジュマーダー月8日（1916年）にメッカで亡くなった。
カティブの父はアブドゥッラティーフ・カティブ Abdullatief Khatib といい、母はリンバック・ウライ Limbak Urai という。1870年にオランダが設立した学校に通いはじめ、その後、ブキッティンギにある Kweekschool で学んだ。
シャーフィイー派の法学を修め、メッカの聖モスクにおいて礼拝の導師（イマーム）を務めた。ムハマディヤの設立者アハマッド・ダハランやナフダトゥル・ウラマーの設立者ハシーム・アシアリーなど、アハマッド・カティブに学んだインドネシアのイスラーム主義的改革運動の指導者は数多い。
アフマッド・カティブの息子らはサウジアラビアに住み、駐パキスタン・サウジアラビア大使など、政府の高官になった者もいる。

## 思想
東南アジア島嶼部のイスラーム圏の思想状況を大まかに時系列で捉えると、17-18世紀の知識人には、イスラーム文化の中心である中東の思想がまだ全面的に受容されていなかった。アラビア文字をアレンジしたジャウィ文字を用い、古典的なマレー語で著述した彼ら、ジャウィ・ウラマー（"Jawi" ulama）の著作は、メッカ巡礼を果たし、中東の思想にじかに触れた19世紀後半の知識人に鋭く批判されることになる。アフマッド・カティブはこうした19世紀後半の東南アジアのムスリム知識人の代表的な人物である。
例えば、「『アダムが万物の肉体の祖であり、私（預言者ムハンマド）が万物の霊魂の祖である』と預言者が言った」という内容が書かれているジャウィ・ウラマーの著作に対し、アフマッド・カティブは、神がこの世で最初に創造したものはペン（qalam）であるから誤り、と正統的なウラマーの見解を述べて批判している。
アフマッド・カティブはミナンカバウの母系制アダットに極めて批判的であった。教育を通してミナンカバウの文化をクルアーンとスンナに基づいた文化へと「近代化」させようとした。